# Santi Siro e Materno

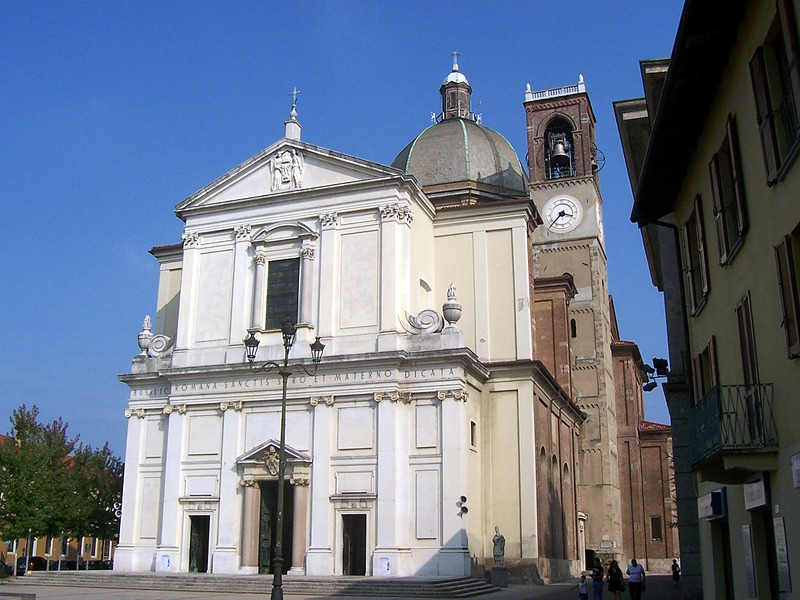
Basilika Santi Siro e Materno

Die Basilika Santi Siro e Materno ist eine Kirche in Desio in der Lombardei. Die Pfarrkirche des Erzbistums Mailand ist den Heiligen Syrus und Maternus gewidmet und trägt den Titel einer Basilica minor.

## Geschichte
Die Kirche im Zentrum von Desio stammt ursprünglich aus der Mitte des 7. Jahrhunderts. Sie soll von dem damaligen Mailänder Bischof Johannes I. Bonus zur Bekehrung der Langobarden dieser Region zum Katholizismus gebaut worden sein. Der Glockenturm ist ein massives quadratisches Bauwerk und wird den Magistri Comacini im 11. Jahrhundert zugeschrieben, nach einem Brand Mitte des 15. Jahrhunderts könnten wesentliche Teile der gotischen Formen aber erst danach erbaut worden sein.
Unter Erzbischof Karl Borromäus wurde Ende des 16. Jahrhunderts ein erweiterter Wiederaufbau angestrebt, dessen Bau aber erst 1652 mit dem Abriss der alten Kirche begonnen wurde. Nach Plänen von Camillo Ciniselli wurden die Arbeiten von den Baumeistern Pietro Pozzi und Carlo Giuseppe Merlo ausgeführt. Die Kirche wurde in den folgenden hundert Jahren erbaut, erst 1744 erfolgte durch den Mailänder Erzbischof Giuseppe Pozzobonelli die Kirchweihe.
Im 19. Jahrhundert wurde die Kirche durch den Bau des Querschiffes mit der Errichtung der Kuppel für die wachsende Bevölkerung erweitert, der Innenraum wurde aufwendig ausgestattet. 1857 wurde Achille Ratti, der spätere Papst Pius XI., in der Kirche getauft. Nach Abschluss der Arbeiten wurde die Basilika am 24. August 1895 von Kardinal Andrea Carlo Ferrari erneut geweiht. 1936 erhob Papst Pius XII. die Kirche in den Rang einer Basilica minor. Die Kirche wurde zu Beginn des 21. Jahrhunderts restauriert, 2020 wurde eine Renovierung der äußeren Kuppel notwendig.

## Beschreibung
Die schmale klassizistische Fassade ist in ionischer Ordnung mit Pilastern in zwei Etagen gestaltet. Sie besitzt drei Portale, deren mittleres als größtes mit einem Tympanon auf zwei Säulen ausgestattet ist. Darüber befindet sich in der zweiten Etage ein Fenster, die Fassade schließt mit einem dreieckigen Giebel.
Die einschiffige Kirche hat einen kreuzförmigen Grundriss, von dessen Langhaus Seitenkapellen abgehen und das mit einem Tonnengewölbe bedeckt ist. Die Vierungskuppel mit einer Schieferschuppenbedeckung besitzt einen runden Tambour und eine Laterne. Das Fresko der Kuppel zeigt die Kirchenpatrone Syrus und Maternus. Der Stil der Innenausgestaltung aus dem 19. Jahrhundert ist eine Mischung aus klassizistischen und barocken Elementen. Der barocke Hauptaltar wurde 1744 von Nava und Antignani gestaltet. Die Kirche bewahrt auch als Altarbild die 1480 von Stefano De Fedeli gemalte Madonna mit Kind und Heiligen, das Altarbild des 13. Jahrhunderts Oratorium vom Heiligen Peter, Wandteppiche aus dem 16. Jahrhundert und die Reliquien des hl. Syrus auf.